# Saison 1980-1981 de la LHJMQ
Saison précédente Saison suivante
La saison 1980-1981 est la douzième saison de hockey sur glace de la Ligue de hockey junior majeur du Québec. Les Royals de Cornwall remportent la Coupe du président en battant en finale les Draveurs de Trois-Rivières.

## Contexte
La ligue inaugure trois nouveaux trophées pour les joueurs : le trophée Marcel-Robert est attribué au joueur étudiant de l'année, le trophée Michael-Bossy est attribué au meilleur espoir professionnel pour le prochain repêchage de la LNH et le trophée Raymond-Lagacé est attribué à la meilleure recrue défensive. Le trophée Michel-Bergeron qui était remis à la meilleure recrue, récompense dorénavant la meilleure recrue offensive.

## Saison régulière

### Classement
| Clt | Équipe                     | Division | PJ | V  | D  | N | BP  | BC  | Pts |
| --- | -------------------------- | -------- | -- | -- | -- | - | --- | --- | --- |
| 1   | Royals de Cornwall         | Lebel    | 72 | 44 | 26 | 2 | 403 | 311 | 90  |
| 2   | Draveurs de Trois-Rivières | Dilio    | 72 | 42 | 37 | 3 | 365 | 346 | 87  |
| 3   | Saguenéens de Chicoutimi   | Dilio    | 72 | 41 | 30 | 1 | 389 | 364 | 83  |
| 4   | Castors de Sherbrooke      | Dilio    | 72 | 40 | 29 | 3 | 381 | 324 | 83  |
| 5   | Éperviers de Sorel         | Lebel    | 72 | 36 | 30 | 6 | 333 | 303 | 78  |
| 6   | Cataractes de Shawinigan   | Dilio    | 72 | 34 | 34 | 4 | 325 | 321 | 72  |
| 7   | Juniors de Montréal        | Lebel    | 72 | 35 | 37 | 0 | 316 | 328 | 70  |
| 8   | Remparts de Québec         | Dilio    | 72 | 31 | 39 | 2 | 316 | 337 | 64  |
| 9   | Olympiques de Hull         | Lebel    | 72 | 23 | 46 | 3 | 262 | 353 | 49  |
| 10  | Voisins de Laval           | Lebel    | 72 | 21 | 49 | 2 | 293 | 396 | 44  |

- En gras : champion de la saison régulière
- En italique : qualifié pour les séries

### Meilleurs pointeurs
| Joueur            | Équipe                       | PJ | B  | A   | Pts | Pun |
| ----------------- | ---------------------------- | -- | -- | --- | --- | --- |
| Dale Hawerchuk    | Cornwall                     | 72 | 81 | 102 | 183 | 69  |
| Alain Lemieux     | Chicoutimi et Trois-Rivières | 70 | 68 | 98  | 166 | 64  |
| Chris Valentine   | Sorel                        | 72 | 65 | 77  | 142 | 176 |
| Daniel Rioux      | Québec                       | 69 | 53 | 77  | 130 | 16  |
| André Côté        | Sorel et Québec              | 72 | 66 | 63  | 129 | 12  |
| François Lecompte | Montréal                     | 63 | 45 | 83  | 128 | 87  |
| Scott Arniel      | Cornwall                     | 68 | 52 | 71  | 123 | 102 |
| Guy Fournier      | Shawinigan                   | 68 | 56 | 62  | 118 | 64  |
| Tim Cranston      | Shawinigan                   | 72 | 46 | 67  | 113 | 123 |
| Claude Verret     | Trois-Rivières               | 68 | 39 | 73  | 112 | 4   |
| Norman Lefrançois | Trois-Rivières               | 69 | 52 | 60  | 112 | 124 |

## Séries éliminatoires
Les huit premières équipes de la saison régulière jouent les séries éliminatoires à l'issue desquelles la vainqueur remporte la Coupe du président.
|  | Quarts de finale | Quarts de finale           | Quarts de finale | Quarts de finale           |   |                          | Demi-finales | Demi-finales | Demi-finales | Demi-finales |  |  | Finale | Finale | Finale | Finale |
|  |                  |                            |                  |                            |   |                          |              |              |              |              |  |  |        |        |        |        |
|  |                  |                            |                  |                            |   |                          |              |              |              |              |  |  |        |        |        |        |
|  |                  |                            |                  |                            |   |                          |              |              |              |              |  |  |        |        |        |        |
|  | 1                | Royals de Cornwall         | 4                | 4                          |   |                          |              |              |              |              |  |  |        |        |        |        |
|  | 1                | Royals de Cornwall         | 4                | 4                          |   |                          |              |              |              |              |  |  |        |        |        |        |
|  | 8                | Remparts de Québec         | 3                | 3                          |   |                          |              |              |              |              |  |  |        |        |        |        |
|  | 8                | Remparts de Québec         | 3                | 3                          | 1 | Royals de Cornwall       | 4            | 4            |              |              |  |  |        |        |        |        |
|  |                  |                            |                  |                            | 1 | Royals de Cornwall       | 4            | 4            |              |              |  |  |        |        |        |        |
|  |                  |                            | 4                | Castors de Sherbrooke      | 1 | 1                        |              |              |              |              |  |  |        |        |        |        |
|  | 4                | Castors de Sherbrooke      | 4                | Castors de Sherbrooke      | 1 | 1                        | 4            | 4            |              |              |  |  |        |        |        |        |
|  | 4                | Castors de Sherbrooke      |                  |                            |   |                          |              | 4            |              |              |  |  |        |        |        |        |
|  | 5                | Éperviers de Sorel         | 3                | 3                          |   |                          |              |              |              |              |  |  |        |        |        |        |
|  | 5                | Éperviers de Sorel         | 3                | 3                          | 1 | Royals de Cornwall       | 4            | 4            |              |              |  |  |        |        |        |        |
|  |                  |                            |                  |                            | 1 | Royals de Cornwall       | 4            | 4            |              |              |  |  |        |        |        |        |
|  |                  |                            | 2                | Draveurs de Trois-Rivières | 1 | 1                        |              |              |              |              |  |  |        |        |        |        |
|  | 3                | Saguenéens de Chicoutimi   | 2                | Draveurs de Trois-Rivières | 1 | 1                        | 4            | 4            |              |              |  |  |        |        |        |        |
|  | 3                | Saguenéens de Chicoutimi   |                  |                            |   |                          |              |              |              |              |  |  |        |        |        |        |
|  | 6                | Cataractes de Shawinigan   | 1                | 1                          |   |                          |              |              |              |              |  |  |        |        |        |        |
|  | 6                | Cataractes de Shawinigan   | 1                | 1                          | 3 | Saguenéens de Chicoutimi | 3            | 3            |              |              |  |  |        |        |        |        |
|  |                  |                            |                  |                            | 3 | Saguenéens de Chicoutimi | 3            | 3            |              |              |  |  |        |        |        |        |
|  |                  |                            | 2                | Draveurs de Trois-Rivières | 4 | 4                        |              |              |              |              |  |  |        |        |        |        |
|  | 2                | Draveurs de Trois-Rivières | 2                | Draveurs de Trois-Rivières | 4 | 4                        | 4            | 4            |              |              |  |  |        |        |        |        |
|  | 2                | Draveurs de Trois-Rivières |                  |                            |   |                          |              | 4            |              |              |  |  |        |        |        |        |
|  | 7                | Juniors de Montréal]       | 3                | 3                          |   |                          |              |              |              |              |  |  |        |        |        |        |
|  | 7                | Juniors de Montréal]       | 3                | 3                          |   |                          |              |              |              |              |  |  |        |        |        |        |
|  |                  |                            |                  |                            |   |                          |              |              |              |              |  |  |        |        |        |        |

## Équipes d'étoiles
La ligue sélectionne trois équipes d'étoiles.

### Première équipe
- Gardien de but : Corrado Micalef, Castors de Sherbrooke
- Défenseur gauche : Pierre Sévigny, Draveurs de Trois-Rivières
- Défenseur droit : Fred Boimistruck, Royals de Cornwall
- Ailier gauche : Normand Lefrançois, Draveurs de Trois-Rivières
- Centre : Dale Hawerchuk, Royals de Cornwall
- Ailier droit : Sean McKenna, Castors de Sherbrooke
- Entraîneur : André Boisvert, Castors de Sherbrooke

### Deuxième équipe
- Gardien de but : Michel Dufour, Éperviers de Sorel
- Défenseur gauche : Robert Savard, Royals de Cornwall
- Défenseur droit : Gilbert Delorme, Saguenéens de Chicoutimi
- Ailier gauche : Normand Léveillé, Saguenéens de Chicoutimi
- Centre : Alain Lemieux, Draveurs de Trois-Rivières
- Ailier droit : Jean-Marc Gaulin, Éperviers de Sorel
- Entraîneur : Bob Kilger, Royals de Cornwall

### Troisième équipe
- Gardien de but : Denis Groulx, Draveurs de Trois-Rivières
- Défenseur gauche : Michel Bolduc, Saguenéens de Chicoutimi
- Défenseur droit : Bill Campbell, Juniors de Montréal
- Ailier gauche : Marc Crawford, Royals de Cornwall
- Centre : Chris Valentine, Éperviers de Sorel
- Ailier droit : Robert Millette, Saguenéens de Chicoutimi
- Entraîneur : Mario Bazinet, Draveurs de Trois-Rivières

## Trophées
Trois récompenses collectives et dix individuelles sont décernées.

### Récompenses collectives
- Coupe du président (champions des séries éliminatoires) : Royals de Cornwall
- Trophée Jean-Rougeau (champions de la saison régulière) : Royals de Cornwall
- Trophée Robert-Lebel (meilleure moyenne de buts encaissés) : Éperviers de Sorel

### Récompenses individuelles
- Trophée Jean-Béliveau (meilleur pointeur) : Dale Hawerchuk, Royals de Cornwall
- Trophée Jacques-Plante (meilleure moyenne de buts encaissés) : Michel Dufour, Éperviers de Sorel
- Trophée Michel-Bergeron (meilleur recrue offensive) : Dale Hawerchuk, Royals de Cornwall
- Trophée Frank-J.-Selke (joueur le plus gentilhomme) : Claude Verret, Draveurs de Trois-Rivières
- Trophée Michel-Brière (meilleur joueur) : Dale Hawerchuk, Royals de Cornwall
- Trophée Émile-Bouchard (meilleur défenseur) : Fred Boimistruck, Royals de Cornwall
- Trophée Guy-Lafleur (meilleur joueur des séries éliminatoires) : Alain Lemieux, Draveurs de Trois-Rivières
- Trophée Michael-Bossy (meilleur espoir) : Dale Hawerchuk, Royals de Cornwall
- Trophée Raymond-Lagacé (meilleur recrue défensive) : Bill Campbell, Juniors de Montréal
- Trophée Marcel-Robert (meilleur étudiant) : François Lecompte, Juniors de Montréal